# Saint-Gervais (Isère)
Saint-Gervais település Franciaországban, Isère megyében. Lakosainak száma 534 fő (2022. január 1.). Saint-Gervais L’Albenc, Rencurel, La Rivière, Rovon és Autrans-Méaudre-en-Vercors községekkel határos.

## Népesség
A település népessége az elmúlt években az alábbi módon változott:
| Lakosok száma | 298  | 288  | 295  | 512  | 553  | 567  | 549  | 544  | 536  | 534  |
|               | 1968 | 1982 | 1990 | 2006 | 2013 | 2015 | 2017 | 2019 | 2020 | 2022 |